# August Wolf (Rennfahrer)
August „Augustinus“ Wolf (* 29. Juli 1932 in Ennepetal; † 14. Juli 2023 in Düsseldorf) war ein deutscher Motorradrennfahrer.

## Karriere
Wolf erreichte am 30. September 1962 mit seinem Beifahrer Klaus Rauhaus beim Graf-Trips-Gedächtnis-Rennen im Rahmen des ADAC-Eifelpokal-Rennens auf der Südschleife des Nürburgrings den dritten Platz in der Seitenwagenklasse. Eine Zeitstrafe wegen Frühstarts verhinderte eine bessere Platzierung.
Bei Rennen zum ADAC-Juniorenpokal 1962 schafften es Wolf und Rauhaus im zweiten Lauf auf dem Norisring auf den vierten Platz. Beim dritten Lauf in Neubiberg erreichte Wolf den dritten Rang.
Beim 28. Internationalen ADAC-Eifelrennen, dem Großen Preis von Deutschland für Motorräder am 24./25. April 1965 auf der Südschleife platzierte sich Wolf mit seinem Beifahrer Lothar Ronsdorf auf Rang vier.
Bei den Motorrad-Weltmeisterschaften 1964 und 1965 errang er als Fahrer eines BMW-Gespanns Punkte in der Fahrerwertung.
August Wolf starb am 14. Juli 2023 im Alter von 90 Jahren in Düsseldorf.